# ألكس غارسيا
ألكس غارسيا (بالإسبانية: Álex Juan García Fernández) هو مقدم تلفزيوني وممثل إسباني، ولد في 14 نوفمبر 1981 في سان كريستوبال دي لا لاغونا في إسبانيا.

## وصلات خارجية
- ألكس غارسيا على موقع IMDb (الإنجليزية)
- ألكس غارسيا على موقع ألو سيني (الفرنسية)
- ألكس غارسيا على موقع أول موفي (الإنجليزية)
- ألكس غارسيا على موقع قاعدة بيانات الفيلم (الإنجليزية)
- ألكس غارسيا على موقع كينوبويسك (الروسية)